# 표백 (드라마)
《표백》(漂白)은 2025년 방송되었던 중국의 웹 드라마이다.

## 등장 인물
- 궈징페이 - 펑자오린 역
- 왕첸위안 - 덩리강 역
- 자오진마이 - 전전 역